# 보어 전쟁
| 보어 전쟁(1880년 12월 20일 ~ 1881년 3월 23일, 1899년 10월 11일 ~ 1902년 5월 31일) | 보어 전쟁(1880년 12월 20일 ~ 1881년 3월 23일, 1899년 10월 11일 ~ 1902년 5월 31일) |
| --------------------------------------------------------------------------------- | --------------------------------------------------------------------------------- |
| 참전국                                                                            |                                                                                   |
| 영국                                                                              | 보어 공화국                                                                       |
| 캐나다                                                                            |                                                                                   |
| 호주                                                                              |                                                                                   |

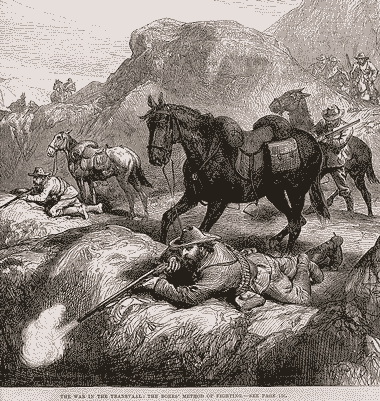

보어 전쟁(영어: Boer Wars) 또는 영국-보어 전쟁(영어: Anglo-Boer Wars)은 아프리카에서 종단 정책을 추진하던 대영제국과 당시 남아프리카지역에 정착해 살던 네덜란드계 보어족 사이에 일어난 전쟁이다. 당시 영국의 식민지 팽창에 맞서 일어난 아프리카너들의 저항 중 대표적인 사례이다. 아프리카에서 벌어진 갈등 중에 백인들 간의 갈등에서 발발된 전쟁이었다는 특징이 있다.

## 배경
보어인들은 남아프리카 지역에 이주해 온 네덜란드계 백인들이었다. 그러던 중 1795년 영국은 프랑스혁명 중에 네덜란드로부터 보어의 땅을 빼앗았다. 이로인해 1857년경에는 남아프리카에서 유럽인이 통치하는 정치적 통합체가 8개가 존재하게 된다. 오라녜 자유국, 트랜스발의 남아프리카 공화국, 라이덴버그, 위트레흐트, 죠우판스버그의 5개는 보어인들의 국가였고, 나머지 3개 지역의 케이프식민지, 나탈 , 영국령 카피라리아는 영국인들이 통치하였다. 영국 정부의 노력으로 1858년 라이덴버그와 위트레흐트가 통합되고 죠우판스버그도 통합을 수락하면서 1860년에는 조그만 공화국들이 남아프리카공화국에 통합되었다. 그러나 케이프 식민지의 조지 그레이 총독은 남아프리카의 연방화에 대한 적극적인 지지를 담은 보고서를 제출하고 영국정부의 응답을 기다리지도 않고 케이프 식민지 의회가 연방참여를 위한 오랜지 자유국의 요구를 우호적으로 받아들일 것을 요구했다. 이런 독단적인 결정으로 재정 적자를 걱정하던 영국 식민지 사무소의 상관들은 분노했으며 결과적으로 영국 정부의 통합 정책은 난관에 부딪힌다.
나탈 지역의 경우 영국 정부에 의해 보어인들의 분노를 일으킨 사례이다. 영국 정부의 지배를 받고있던 보어인들은 남아프리카의 원주민들과 마찰을 일으키게 된다. 영국은 이주민들을 무시하는 정책으로 분쟁에 대한 부담을 줄이려 하였고 이는 보어인들이 혼란스러운 상황에 놓이게 하였다. 그리고 나탈에 있던 이주자들은 공화국 조직을 구성하였으나 영토 문제와 토지 분배에 대해 문제를 가지고 있었고 이로인해 영국 당국의 개입을 환영하게 되었다. 보어인들은 영국 정부와 영국 법률을 인정하는 한편 통치권을 유지한다는 타협안을 체결하였으나 영국의 약속 불이행으로 1845년 나탈은 합병되었다. 이로 인해 많은 보어인들은 실망하며 떠나게 되었다.
영국과 보어인들의 관계는 남아프리카 공화국 합병으로 더욱 악화되었다. 1877년 4월 정식으로 합병이 이루어지자 보어인들은 어느때 보다 더욱 불안해 하고 곤란해졌다. 1879년 12월 6000명 이상의 보어인들은 반데르폰테인에서 영국 당국과 협력한 자에 대한 반대, 합병 전 공화 국기게양 그리고 국민의회가 개최되어야 한다는 결정을 내린다. 그러나 빅토리아 여왕이 영국의 통치지역 포기를 강력하게 반대하였고 당의 박애주의자들이 아프리카인들이 보어인들의 억압과 통치를 받는 것을 반대하며 보어인들의 불만이 심화된다.
결국 1880년 트랜스발 독립전쟁이 일어나면서 보어 전쟁이 발발한다.

## 보어 전쟁의 진행
- 제1차 보어 전쟁 (1880년~1881년)
- 제2차 보어 전쟁 (1899년~1902년)

### 제1차 보어 전쟁

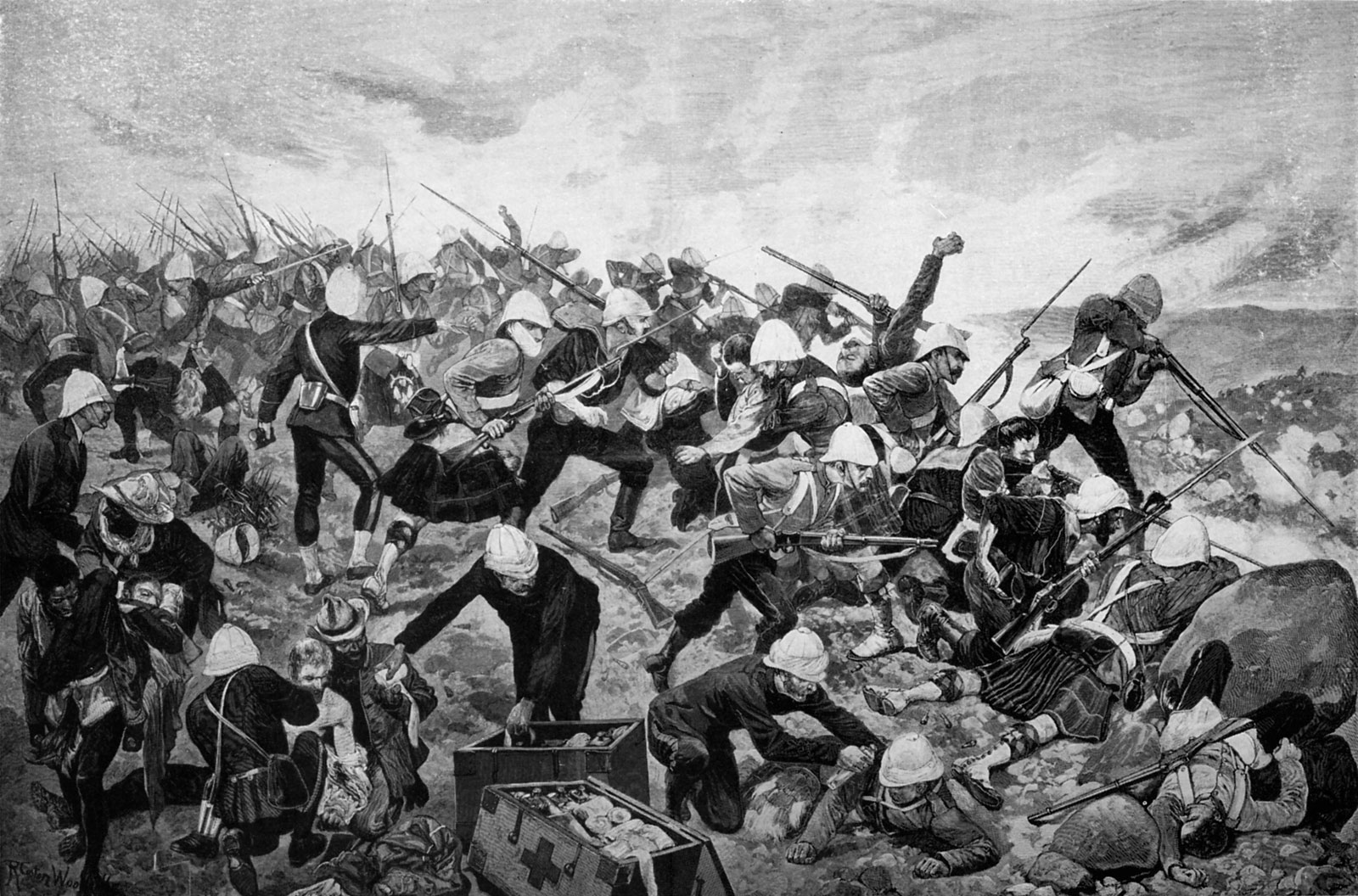
마주바 전투

영국 제국과 보어족 사이의 첫 분쟁으로 제1차 영국-보어 전쟁 또는 트란스발 전쟁으로도 불린다. 1880년 12월 16일에 발발하여 1881년 3월 23일에 평화조약이 체결되면서 종전되었다. 평화조약에 따라 영국은 1852년과 1854년에 세워진 트란스발 공화국과 오라녜 자유국(Oranje Vrystaat)의 독립을 인정하였다. 상대적으로 규모가 크지 않은 국지전이었다. 보어족은 트란스발 공화국과 오라녜 자유국을 만들어 정착하였고 이후 이곳에서 다이아몬드와 금이 다량 발견되었다. 대표적인 전쟁으로는 마주바 전투가 있다. 마주바 전투로 인해서 영국군은 134명이 부상당하고 92명이 사망한다. 이 전투 이후 영국 정부는 협상에 응했다.

### 제2차 보어 전쟁

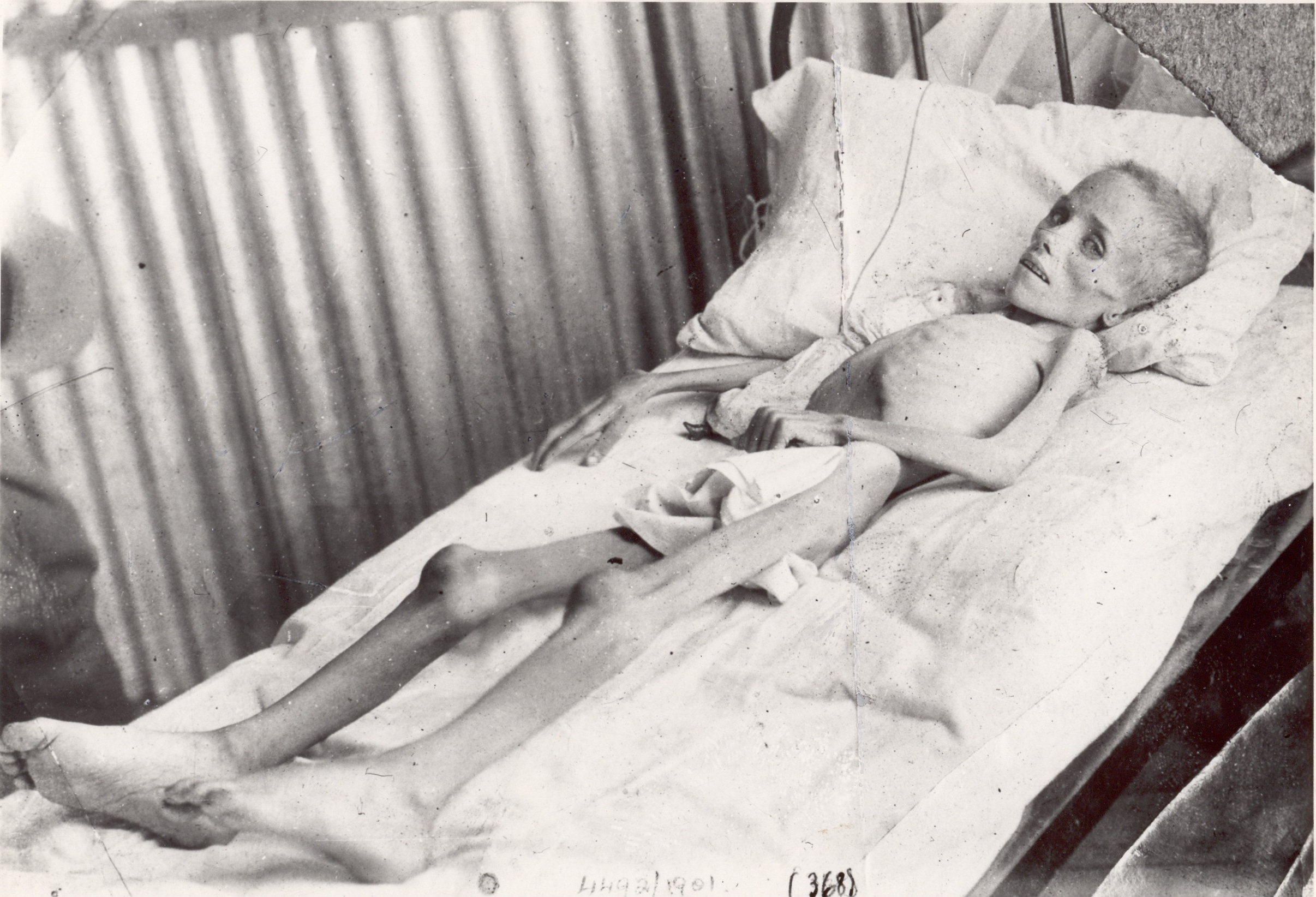
리지 판 자일

1차 보어 전쟁으로 독립이 인정된 트란스발 공화국과 오라녜 자유국(Oranje Vrystaat)의 연합군이 영국 제국과 싸운 전쟁이다. 영국 제국은 제1차 보어 전쟁을 통해 트란스발 공화국과 오라녜 자유국에 대해 독립을 인정하였는데, 이후 트란스발 공화국과 오라녜 자유국 지역에서 다이아몬드 광산과 금광이 발견되면서 영국과 분쟁이 발생하고, 보어인이 선제 공격한 1899년 10월 11일에 발발하여 1902년 5월 31일에 영국 제국이 승리함으로써 종결되었다. 이 전쟁의 결과로 트란스발 공화국과 오라녜 자유국의 영토는 영국 제국의 식민지가 되었다. 제1차 보어 전쟁에 비해 상대적으로 대규모로 치러진 전쟁이며 파급 효과도 컸기 때문에, 일반적으로 '보어 전쟁'은 이 전쟁을 가리키는 경우가 많다. 제2차 보어 전쟁에서는 영국의 보어인들에 대한 잔혹한 행위가 나타난다. 영국은 초토화 정책을 시행하면서 강제수용소를 설치한다. 초토화 정책으로 인하여 보어인들의 거주 및 보급 기반을 제거하였고 더불어서 집에 남아있던 보어인 부녀자들을 강제수용소에 집어넣은 것이다. 에밀리 홉하우스는 강제수용소의 열악함과 비참함을 목격하고 보고서를 작성하여 영국에 퍼뜨린다. 이 과정에서 그녀는 리지 판 자일이라는 어린 소녀가 죽어가는 모습을 담게되었고 영국을 비롯해 국제 사회에 큰 반향을 일으켰다.

## 결과 및 의의
보어 전쟁으로 인해서 결국 트랜스발 공화국과 오라녜 자유국 모두 영국에게 병합된다. 결과적으로는 영국의 승리였지만 피로스의 승리라고 할 수 있는 결과였다. 영국은 보어 전쟁을 승리했지만 엄청난 사상자와 자본 지출이라는 대가를 치뤘다. 나아가 영국 병사들의 초라한 성과는 본국에서 영국인의 신체적 건강에 대한 논란을 야기했다. 이 걱정은 1904년 의회가 체력 저하를 다룰 부처 간 합동 위원회를 설치할 정도로 심각했다.
보어 전쟁 자체는 남아프리카 변경에서 종족 간에 벌어진 싸움이었다. 그러나 영국과 아프리카너의 충돌이 단순히 국지적인 의미만을 가지지 않고 전 세계에 영향을 미치는 충돌이라는 점을 많은 사람들이 분명하게 인식했다.
이 전쟁을 영국 연방의 국가들은 대체로 영국 제국을 위해 봉사할 기회로 여겼다. 실제로 캐나다와 오스트레일리아, 뉴질랜드 출신의 백인 병사들은 영국군과 함께 싸웠다. 그러나 아일랜드에서는 자신들을 연방의 일부가 아닌 식민지로 인식했기 때문에 영국의 병력모집에 반대하는 운동이 일어나기도 하였다. 게다가 남아프리카에 거주했던 아일랜드인들 다수는 아프리카너들과 함께 영국에 맞서 싸웠다. 이러한 아프리카너의 민족주의는 명백히 프로테스탄트의 신학적 토대를 지녔음에도 1920년대와 그 이후까지도 아일랜드 민족주의에 영향을 준 중요한 준거점이었다.
영국에 저항한 아프리카너의 분투는 러시아와 독일의 민족주의자, 프랑스어권 캐나다의 분리주의자, 카를 카우츠키 같은 저명한 마르크스주의자의 지지를 얻었다. 러시아는 1899년 첩보원을 남아프리카로 파견했고 아프리카너 군대에 대해 러시아 장교들이 원하는 정보를 수집했다. 또한 중국에도 아프리카너의 열망이 큰 영향을 미쳤다. 이러한 투쟁은 중국인 관찰자들이 만주국의 성격과 중국인다움의 민족적 성격, 정치와 국가 간의 관계를 숙고할 수 있는 정치적 거울 역할을 하였다.
영국은 이 전쟁으로 인해 세계 여론의 공격을 받았다. 하지만 남아프리카는 세실 로즈의 백인 우월주의를 이어받아 아파르트헤이트(Apartheid)라는 인종차별정책을 유지했다.